# Pluto Automobilfabrik
La Pluto Automobilfabrik AG, già Automobilfabrik Zella-Mehlis GmbH, fu una casa automobilistica tedesca.

## Storia
La Automobilfabrik Zella-Mehlis GmbH venne fondata nel 1924 a Zella-Mehlis; nello stesso anno sotto la direzione di Gustav Ehrhardt iniziò la produzione di automobili. Il marchio utilizzato fu Pluto. Nel 1927 cambiò nome in Pluto Automobilfabrik AG e il capitale sociale fu incrementato da 600.000 a 1.000.000 di Reichsmark, ma nello stesso anno cessò la produzione di automobili.

## Autoveicoli
La società produsse veicoli su licenza concessa dalla Amilcar. Uno di questi modelli fu la 4/20 PS, derivata dalla Amilcar C 4. Il motore utilizzato era un quattro cilindri di 1004 cm³ di cilindrata e potenza 20 HP. Seguì la 5/30 PS, derivata dalla Amilcar CGS, dotata di un motore a quattro cilindri da 1074 cm³ con potenza 30 HP, dal quale derivò la vettura da corsa 5/30/65 PS, dotata di compressore da 65 HP. Questo modello ebbe successo nelle competizioni, guidata da Friedrich, Glockenbach, Mederer e von Einem.
Una Pluto del 1924 con targa tedesca IE 45139 del Deutschen Reich esiste ancora.
I motori venivano prodotti e forniti dalla Voran-Automobilbau di Berlino.